# Thaumasia argyrotypa
Thaumasia argyrotypa is een spinnensoort in de taxonomische indeling van de kraamwebspinnen (Pisauridae).
Het dier behoort tot het geslacht Thaumasia. De wetenschappelijke naam van de soort werd voor het eerst geldig gepubliceerd in 1936 door Ralph Vary Chamberlin  & Wilton Ivie.